# Gelbe Musik
Der Begriff gelbe Musik (chinesisch 黃色音樂 / 黄色音乐, Pinyin huángsè yīnyuè), von 黃色 / 黄色 – „gelb“ aber auch „vulgär, schmutzig, pornografisch, obszön“, stammt aus der Propagandasprache der Volksrepublik China und bezeichnet Musik, die persönliche Anliegen, insbesondere das Thema Liebe, behandelt.

## Entstehungsgeschichte
In den 1920er-Jahren erreichte westlich geprägte Musik den Osten Asiens und gelangte auch nach Taiwan, Hongkong und China. In Shanghai, das in seiner Zeit in den 1930er- und 1940er-Jahren oft als „Paris des Ostens“ bezeichnet wurde, entwickelte sich die gelbe Musik zu einer eigenen Musikrichtung als eine Mischung aus chinesischer Volksmusik, amerikanischer Filmmusik und Jazz. Bekannte Interpreten dieser Zeit waren Li Xiang Lan (chinesisch 李香蘭 / 李香兰, Pinyin Lǐ Xīanglán), (jap. 大鷹 淑子, Ōtaka Yoshiko) oder Lu Ming.
Nach der so genannten Kulturrevolution war im Regime von Mao Zedong nur Musik erlaubt, die von der Regierung genehmigt war. Die gelbe Musik, die erstmals offen persönliche Themen, insbesondere die Liebe und Beziehungen behandelte, wurde vom Regime als dekadent und unvereinbar mit den chinesischen Werten verboten.

## Weiterentwicklung
Auf Taiwan und in Hongkong, Gebiete, auf die die Volksrepublik China keinen Zugriff hatte, entwickelte sich die gelbe Musik weiter. Teresa Teng und Feng Fei Fei zählten zu den bekanntesten Interpreten, Li Jinhui als der bedeutendste Liedtexter und Komponist. Mit der Übernahme der Macht durch Deng Xiaoping in den 1970er Jahren öffnete sich China auch westlichen musikalischen Einflüssen. Mit der „Musik der Massen“ (chinesisch 通俗音乐, tongsu yinyue), einer neuen Populärmusik, nahm das chinesische Regime die westlichen Stile auf, imitierte die gelbe Musik. Gleichwohl wurden Liedinhalte weiterhin gesteuert und behandelten hauptsächlich patriotische und nur vereinzelt persönliche Themen.

## Heutige Bedeutung
Mit der Privatisierung von Unternehmen in China, der Zunahme von Warenangebot und Individualität nahm Ende der 1980er auch der Einfluss staatlicher Stellen weiter ab, besteht jedoch weiter. Gelbe Musik konnte sich nun auch in der Volksrepublik China stärker verbreiten.
Heute erfreut sich in Asien gelbe Musik großer Beliebtheit. Zu einer Renaissance kam es Anfang des 21. Jahrhunderts, beispielsweise durch die Veröffentlichung von Alben wie „Shanghai Lounge Divas“. Es besteht aus Originalaufnahmen und daraus gesampelten Versionen. Das Album stieß wegen der Originalaufnahmen auch im Westen auf großes Interesse.